# Quintanilla del Monte
Quintanilla del Monte és un municipi de la província de Zamora a la comunitat autònoma de Castella i Lleó. El 2023 tenia 101 habitants.